# 女刑事みずき〜京都洛西署物語〜
『女刑事みずき〜京都洛西署物語〜』（おんなけいじみずき きょうとらくさいしょものがたり）は、テレビ朝日系「木曜ミステリー」枠（木曜 20時 - 20時54分）で放送された日本の刑事ドラマシリーズ。主演は浅野ゆう子。

## 概要
京都府警洛西警察署の刑事であるみずきが、現場での女性に対する偏見や子育てに苦労しつつも事件を解決していく。
2010年スペシャルでは、捜査上のミスでみずきは山奥の下鷹取村駐在所に左遷されているため、タイトルから「京都洛西署物語」が消えた。

## 登場人物

### 京都府警洛西警察署

#### 鳴海班
大場みずき
演 - 浅野ゆう子
経歴：京都府警洛西警察署刑事課（第1・第2シリーズ）
→ 下鷹取村駐在所（スペシャル）
階級は警部補。第2シリーズ第1話のみ刑事課長代理。ポジティブ思考でお節介焼き。心で人と向き合う。直感で動き思い込みが激しい。殉職した刑事だった夫との間に息子が1人いる。洛北大学英文学部の卒業生。
2010年スペシャルでは、捜査上のミスから京都の山奥の下鷹取村駐在所に左遷。
熊沢直也
演 - 筧利夫（第1シリーズ）
会計士をやめて警察官に転職し刑事に志した。みずきとコンビを組む。
原田武
演 - 松重豊
刑事課。階級は巡査部長。熱血漢。何事も率先してやらないと気が済まない。2010年スペシャルでは喧嘩相手のみずきが左遷でいなくなり、本音は寂しいが強がっている。
坂井晃
演 - 小橋賢児（第1シリーズ）
刑事課。階級は巡査。
竹尾友貴
演 - 黄川田将也（第2シリーズ - ）
刑事課。階級は巡査。優秀だが向上心に問題がある。感情が顔や言葉に出やすい。
鳴海敏郎
演 - 小林稔侍（第1・第2シリーズ）
刑事課。階級は警部。ベテラン刑事。管理職より第一線にいることを優先する。刑事課のメンバー皆からの信頼が厚く、自分より後輩ばかりの刑事課メンバーを優しく見守っている。

#### 刑事課
遠山貞夫
演 - 山田明郷（第1シリーズ）
刑事課長。階級は警部。業務はほぼ部下に任せきりで日々雑務をして過ごしている。
徳永修司
演 - 野村宏伸（第2シリーズ）
刑事課長。階級は警部。計算高く嫌味な性格で何かとみずきと対立する。結婚して1人娘の真実をもうけたが、刑事の仕事に没頭して家庭を顧みなかった為に協議離婚し、現在は独身。みずきには洛西署赴任前に行ったお見合いをすっぽかされ、因縁がある。

#### 警務課
橘玲子
演 - 高畑淳子
経歴：京都府警洛西警察署警務課（第1・第2シリーズ）
→ 京都府警捜査一課管理官（スペシャル）
みずきの友人で、かつては優秀な刑事だったが、第1・第2シリーズでは警務課所属となっていた。ある理由で、2010年スペシャルでは高山本部長が元同僚の玲子を京都府警捜査一課の管理官への異例の抜擢人事を行い、捜査現場に引っ張り出した。早く警務課に戻るのが本人の願いだが･･･。

#### 他の関係者
山根均
演 - 小倉久寛
鑑識課。階級は不明。趣味に生きるオタク気質。
水島茜
演 - 真瀬樹里
鑑識課。階級は不明。
小森正人
演 - 小林健
経歴：京都府警洛西警察署地域課（第1・第2シリーズ）
→ 京都府警洛西警察署刑事課（スペシャル）
階級は巡査。
高乃橋杏子
演 - 英玲奈（第1シリーズ）
生活安全課少年係。みずきを尊敬していた。

### 警察関係者の親族
大場あすなろ
演 - 依田悠希（第1シリーズ）、堀本昴弥（第2シリーズ）
大場みずきと宏の間に生まれた一人息子。
大場宏
演 - 原田龍二（第1シリーズ）
大場みずきの殉職した夫。
鳴海一也
演 - 葛山信吾（第1シリーズ第3話・最終話）
大阪府警察。階級は警部。鳴海敏郎の息子。
中川真実
演 - 小池里奈（第2シリーズ第6話・第9話）
徳永修司の娘。

### その他
沖田智仁
演 - 佐野史郎（第1シリーズ / 第2シリーズ第5話）
弁護士。大場宏が殉職した事件に関わっている。
城島公輔
演 - 山田明郷（第2シリーズ）
ショットバー「JO」マスター。洛西署刑事課の愚痴を優しく聞いてあげる癒し系。

### ゲスト

#### 1st SEASON（2005年）
第1話「殺意を呼ぶ母子」
- 近藤マキ - 沢井美優
- 近藤（マキの母） - 川俣しのぶ
- 岩瀬祐一（大学生） - 山﨑勝之

第2話「疑惑の証明率0%」
- 辻村伸之 - 春田純一
- 安斉すみ江 - 山本ふじこ

第3話「わが子が消えた!!」
- 本庄弘海 - 内野謙太

第4話「奇妙な傷…罠に落ちた女性刑事」
- 滝本千夏（京都府警洛西警察署 刑事） - 遠山景織子
- 竜崎忠行（楽器店「BIG BOSS」オーナー） - 山西道広
- 樺山（店長） - 隈部洋平
- 土屋均（2年前の強盗犯） - 七枝実

第5話「医療ミス…空白の時間の殺意」
- 広瀬佳代（雄司の妻） - 中島ひろ子
- 広瀬雄司（自転車屋経営） - 石井洋祐
- 広瀬優花（雄司と佳代の娘・大場あすなろの級友） - 美山加恋
- 吉岡（病院長） - 五王四郎

第6話「祇園の死美人が招く殺人連鎖」
- 吉村悟（北山警察署 刑事） - 風間トオル
- 堀譲 - 井田國彦

第7話「時効直前…逃亡犯を愛した女」
- 御法川悦子（美容師） - 伊藤かずえ
- 新村省吾 - 筒井巧

最終話「復讐の銃弾…10年前、最愛の夫を殺した少年犯が目の前に!! 京都〜大阪〜神戸を結ぶ完璧すぎるアリバイ」
- 叶葵（大阪府警察 刑事） - 秋本奈緒美
- 黒井敦（大場宏を殺害した犯人） - 近藤公園
- 工藤圭太（大阪府警察 刑事） - 増沢望
- 杉田光夫（スーパーの店員） - 恩田括
- 八木沢 - 蟷螂襲
- 黒井ゆかり（黒井の妹） - 櫻井ゆか
- 黒井容子（黒井の母） - 島かおり

#### 2nd SEASON（2007年）
第1話「京野菜の罠!! 喪に服さない女の謎」
- 笠間頼子（「リストランテYORIKO」オーナー・笠間の妻） - 若村麻由美
- 笠間健人（「リストランテYORIKO」シェフ） - 石橋保
- 石津宗彦（無農薬農家） - 片岡弘貴
- 柳義雄（「リストランテYORIKO」アシスタントシェフ） - 窪寺昭
- 三好広美（三好の妻） - 入野佳子
- 三好（三好の母） - 藤山喜子
- 三好（農家） - 柴田善行
- 鈴木一（ホームレス） - 大矢敬典

第2話「復讐の狩人!! 死体に残る暗号の謎!!」
- 宮古雅恵（広告代理店「ダイオウ」掃除員） - 筒井真理子
- 阿部美帆（フロンティア広告 社員・「ダイオウ」元社員） - 上原さくら
- 渋谷宏明（「ダイオウ」営業本部長） - 中丸新将
- 村口貞雄（「ダイオウ」課長） - 市川勇
- 吉野薫（「ダイオウ」社員） - 藤村ちか
- 篠塚亮（「ダイオウ」社員） - 長谷川公彦

第3話「祇園祭に消えた少女!! 自殺予告の謎」
- 江藤久（江藤竹材店 主人） - 平田満
- 江藤泉（江藤の長女） - 満島ひかり
- 江藤玖美（江藤の次女） - 近野成美
- 安川功（安川設計事務所 社長） - 笠原紳司
- 石井恵里華（CLUB「カレン」ホステス） - 河野由佳
- 宮本勇樹（泉の友達） - 栩原楽人

第4話「恋日記を綴る死美人!! 15年目の殺意」
- 西久保舞（「よつば書房」編集者） - 前田亜季
- 藤城琢磨（カメラマン） - 神保悟志
- 天野深雪（西京運送 社員） - 山下容莉枝
- 板谷光武 - 春海四方

第5話「洛西署VS悪徳弁護士!! 料亭殺人の罠」
- 滝川文子（料亭「鴨居」仲居） - 菊池麻衣子
- 黒木哲也（「おしぼりの京都カネヨシ」社員） - 北原雅樹
- 勝木俊夫（料亭「鴨居」オーナー） - 浜田晃
- 勝木俊一（俊夫の息子） - かなやす慶行

第6話「殺人同窓会！まさか、あなたが…!?」
- 久保田里深（ブティック「くぼのや」経営者・洛北大学英文学部の卒業生） - 床島佳子
- 久保田達広（里深の夫・市会議員） - 大高洋夫
- 久保田多恵子（達広の母） - 弓恵子
- 榛名友子（ブティック「くぼのや」店員） - 浜丘麻矢

第7話「京都の夏に人が死ぬ!! ド派手女社長、自首の謎」
- 松沢路子（松沢不動産 社長） - 左時枝
- 弓削薫（演歌歌手） - 一條俊
- 山崎桃子（松沢不動産 元社員） - 舟木幸
- 水野孝美（松沢不動産 社員） - 三輪ひとみ

第8話「窓際刑事、京都の恋!! 仕掛けたれた兄妹の罠!!」
- 田辺東子（田辺の妹・和菓子屋店員） - 遊井亮子
- 恩田秀樹（恩田金融 社長） - 上杉祥三
- 田辺章（恩田金融 社員） - 正名僕蔵
- 大峰一郎（恩田金融 社員） - 田宮五郎
- 亀岡行雄（恩田金融 社員） - 青山勝

第9話「京都宇治川に流れる殺意!! 仕組まれた男女交際」
- 島暁子（女優） - 渡辺梓
- 島尚子（暁子の母） - 草村礼子
- 玉木千鶴（トラヴァーユサービスのアルバイト） - 山口香緒里
- 高野剛彦（高野貴金属工芸社 主人） - 不破万作
- 松川健一 - 萩野崇

第10話「少年は知っている!! 宝石と母を盗んだ男の罠」
- 戸梶政孝（警備員） - 中西良太
- 池内学（麻里の息子） - 杉山翔哉
- 戸梶恵（戸梶の娘） - 小野明日香
- 池内麻里（ジュエリーブラン 社員） - 山本香織
- 黒島義明  - 谷口高史
- 移動メロンパン屋の店長 - 朝倉伸二

最終話「アリバイ100%の銃弾!! 洛西署、最後の事件」
- 緒方昇一（ラーメン「純心亭」店主） - 吹越満
- 沢渡剛（平安堂製菓 社員・旧姓「中島」） - 林剛史
- 小出純子（緒方の元恋人・故人） - 村井美樹
- 石塚（ラーメン店長） - 伊藤正之
- 清川邦夫（元暴力団員） - 手塚秀彰

#### スペシャル（2010年）
「二人きりの特命捜査…毒殺事件は序章だった!! 死者が死者を隠す殺人トリック!? 偽りの夫婦、哀しき過去」
- 白根弘（京都府警捜査一課 刑事） - 西村雅彦
- 坂口圭太（未知の夫・本名「大野潤」） - 荒川良々
- 坂口未知（カフェ・手作り工房「さかぐち」経営） - 中原果南
- 佐々木真由（凛子のアシスタント・真司の元妻） - 遠藤久美子
- 笠原大介（京都府警捜査一課 刑事） - 長谷川朝晴
- 桐原凛子（京都出版 編集者） - 中村綾
- 池内泰造（京都府議会議員） - 伊藤正之
- 山田三重子（池内の秘書） - 建みさと
- 茂木直美（カリスマブロガー・本名「小山佳代子」） - 入口夕布
- 森田千次（下鷹取村 住民） - 福本清三
- 秋山和枝（京都中央大学 職員） - 大林菜穂子
- 坂口圭太（本物の坂口圭太・5年前死亡） - 松嶋亮太
- 茂木直美（本物の茂木直美・5年前死亡） - 大石彩未
- 桑田真司（京都中央大学 元准教授） - 津田寛治
- 高山一朗（京都府警本部長） - 六平直政

## スタッフ
- 脚本 - 高橋留美、岡崎由紀子、小木曽豊斗、真部千晶、入江信吾、深沢正樹、瀧川晃代
- 音楽 - 佐橋俊彦
- 監督 - 橋本一、藤岡浩二郎、麻生学、石川一郎、長谷川康、高橋浩
- 主題歌
  - 1st SEASON - 槇原敬之「ココロノコンパス」（EMIミュージック・ジャパン）[9][10]
  - 2nd SEASON - 高杉さと美「遠く離れても」[11]（rhythm zone）
- サウンドトラック - 女刑事みずき〜京都洛西署物語〜 オリジナルサウンドトラック（コロムビアミュージックエンタテインメント）
- チーフプロデューサー - 井圡隆（テレビ朝日）
- プロデューサー - 井上千尋（テレビ朝日）、丸山真哉（東映）、若松豪（東映 / 第1シリーズ - 第2シリーズ第2話）
- アシスタントプロデューサー - 川島誠史（テレビ朝日 / 第2シリーズ第3話 - 最終話）
- 制作 - テレビ朝日・東映

## 放送日程

### 1st SEASON
- 2005年10月20日 - 12月15日、全8話。
- 最終話は2時間スペシャル。

| 各話                                                           | 放送日         | サブタイトル                                                                                   | 脚本       | 監督       | 視聴率 |
| -------------------------------------------------------------- | -------------- | ---------------------------------------------------------------------------------------------- | ---------- | ---------- | ------ |
| 第1話                                                          | 2005年10月20日 | 殺意を呼ぶ母子                                                                                 | 高橋留美   | 橋本一     | 14.0%  |
| 第2話                                                          | 10月27日       | 疑惑の証明率0%                                                                                 | 高橋留美   | 橋本一     | 12.4%  |
| 第3話                                                          | 11月03日       | わが子が消えた!!                                                                               | 高橋留美   | 藤岡浩二郎 | 09.0%  |
| 第4話                                                          | 11月17日       | 奇妙な傷…罠に落ちた女性刑事                                                                    | 岡崎由紀子 | 藤岡浩二郎 | 13.3%  |
| 第5話                                                          | 11月24日       | 医療ミス…空白の時間の殺意                                                                      | 小木曽豊斗 | 橋本一     | 10.9%  |
| 第6話                                                          | 12月01日       | 祇園の死美人が招く殺人連鎖                                                                     | 岡崎由紀子 | 麻生学     | 10.1%  |
| 第7話                                                          | 12月08日       | 時効直前…逃亡犯を愛した女                                                                      | 高橋留美   | 麻生学     | 11.1%  |
| 最終話                                                         | 12月15日       | 復讐の銃弾…10年前、最愛の夫を殺した少年犯が目の前に!! 京都〜大阪〜神戸を結ぶ完璧すぎるアリバイ | 高橋留美   | 橋本一     | 12.3%  |
| 平均視聴率 11.7%（視聴率はビデオリサーチ調べ、関東地区・世帯） |                |                                                                                                |            |            |        |

### 2nd SEASON
- 2007年7月5日 - 9月13日、全11話。

| 各話                                                           | 放送日        | サブタイトル                                | 脚本       | 監督       | 視聴率 |
| -------------------------------------------------------------- | ------------- | ------------------------------------------- | ---------- | ---------- | ------ |
| 第1話                                                          | 2007年7月05日 | 京野菜の罠!! 喪に服さない女の謎             | 真部千晶   | 橋本一     | 12.5%  |
| 第2話                                                          | 7月12日       | 復讐の狩人!! 死体に残る暗号の謎!!           | 真部千晶   | 橋本一     | 12.8%  |
| 第3話                                                          | 7月19日       | 祇園祭に消えた少女!! 自殺予告の謎           | 真部千晶   | 石川一郎   | 11.7%  |
| 第4話                                                          | 7月26日       | 恋日記を綴る死美人!! 15年目の殺意           | 入江信吾   | 石川一郎   | 10.4%  |
| 第5話                                                          | 8月02日       | 洛西署VS悪徳弁護士!! 料亭殺人の罠           | 深沢正樹   | 長谷川康   | 10.0%  |
| 第6話                                                          | 8月09日       | 殺人同窓会！まさか、あなたが…!?             | 真部千晶   | 藤岡浩二郎 | 11.0%  |
| 第7話                                                          | 8月16日       | 京都の夏に人が死ぬ!! ド派手女社長、自首の謎 | 岡崎由紀子 | 長谷川康   | 12.1%  |
| 第8話                                                          | 8月23日       | 窓際刑事、京都の恋!! 仕掛けたれた兄妹の罠!! | 深沢正樹   | 藤岡浩二郎 | 11.1%  |
| 第9話                                                          | 8月30日       | 京都宇治川に流れる殺意!! 仕組まれた男女交際 | 真部千晶   | 高橋浩     | 09.4%  |
| 第10話                                                         | 9月06日       | 少年は知っている!! 宝石と母を盗んだ男の罠   | 岡崎由紀子 | 石川一郎   | 11.1%  |
| 最終話                                                         | 9月13日       | アリバイ100%の銃弾!! 洛西署、最後の事件     | 真部千晶   | 藤岡浩二郎 | 11.9%  |
| 平均視聴率 11.3%（視聴率はビデオリサーチ調べ、関東地区・世帯） |               |                                             |            |            |        |

### スペシャル
- 20時00分から21時48分の1時間48分SP。タイトルは『女刑事みずきスペシャル』（ラテ欄では『京都ミステリーSP 女刑事みずき』）

| 放送日        | サブタイトル                                                                                    | 脚本     | 監督     | 視聴率 |
| ------------- | ----------------------------------------------------------------------------------------------- | -------- | -------- | ------ |
| 2010年6月24日 | 二人きりの特命捜査…毒殺事件は序章だった!! 死者が死者を隠す殺人トリック!? 偽りの夫婦、哀しき過去 | 瀧川晃代 | 長谷川康 | 11.7%  |